# Casa de Babaçu
A Casa de babaçu é conhecida como uma das técnicas construtivas mais antigas do Brasil na região Nordeste. Esta técnica vernacular é utilizada na cobertura da casa tradicional de pau a pique e na vedação das paredes, podendo também ser usado o estipe. Na edificação é feito o entrelaçamento de madeiras verticais fixadas no solo, e vigas horizontais, geralmente da própria madeira babaçu, amarradas entre si, suas folhas novas, ou bô-o, são utilizadas na cobertura dos tetos e paredes das casas, e dependendo das dimensões são necessárias de 200 a 500 folhas. 

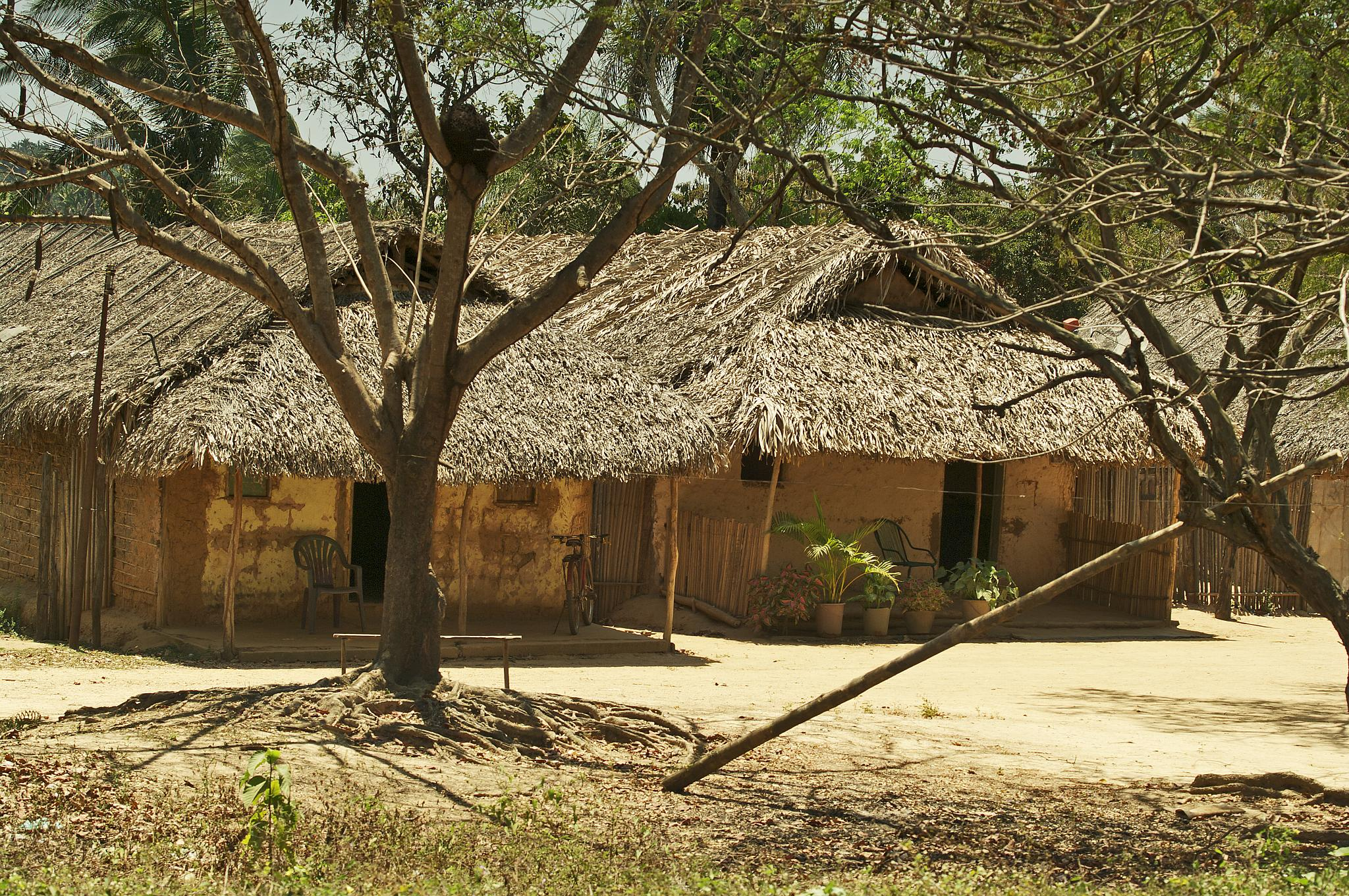
Arquitetura vernacular: casa de babaçu

## Informações gerais

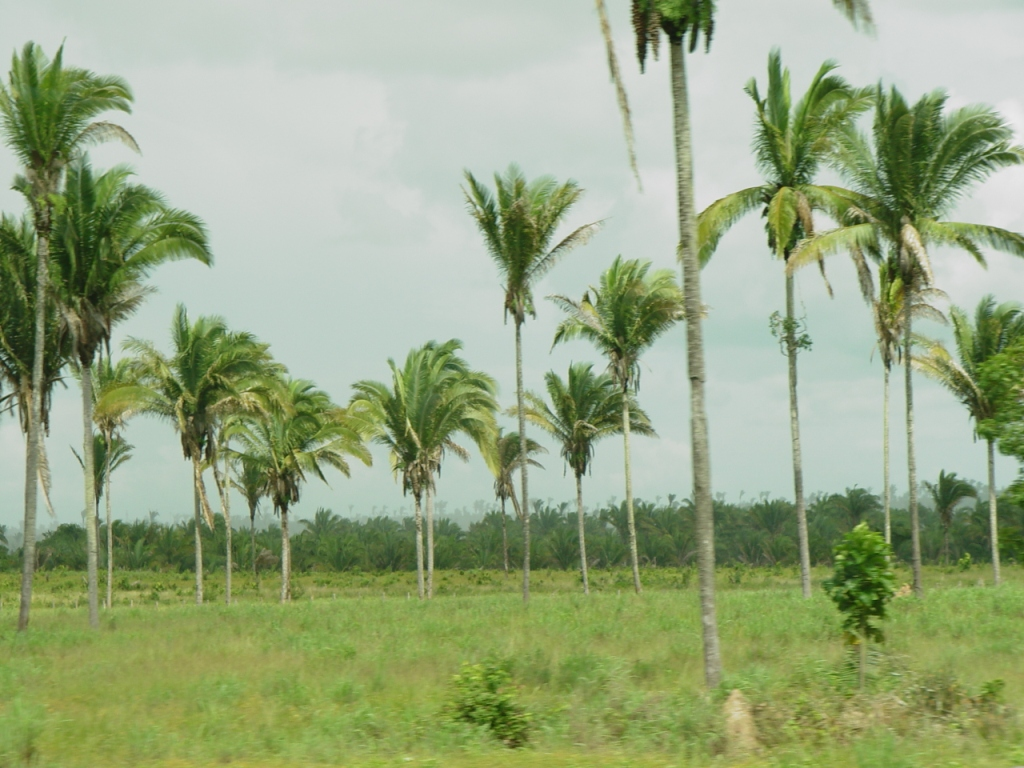
Palmeiras de babaçu

As madeiras verticais e horizontais da casa de babaçu, não tem uma distância específica para cada construção. No entanto isso depende de cada local que ela é construída, porque geralmente costumam usar uma distância bem eficiente para que não deixe brechas, com o intuito de evitar a entrada de animais na construção.
O uso da madeira é bastante comum nas áreas de cerrado do território onde a espécie está presente. Fuerst (2006) cita o uso na construção de casas entre os Xicrin, e uma multiplicidade de outros usos, o que o levou a considerá-los como "a civilização de uma palmeira".  

## Introdução Histórica do Babaçu
O babaçu (A. speciosa) é uma das espécies que se destacam na subsistência de diversos povos e populações tradicionais que habitam o cerrado, região que ocupa aproximadamente 24% do território brasileiro. Destacam-se as regiões do Maranhão, Piauí, Pará e Tocantis, onde as Palmeiras do Babaçu são abundantes e podem chegar a até 20 metros de altura e as folhas de 8 metros de comprimento. Nas formações florestais com alta predominância de babaçu, também conhecidas como babaçuais ou Mata dos Cocais, as comunidades agroextrativistas de diferentes regiões também chamam o babaçu por outros nomes, tais como: coco-palmeira, coco-de-macaco, coco-pindoba, andajá, indaiá, baguaçu, Uruaçu, catolé, pindoba, Pindobaçu e muitos outros. 
Attalea speciosa].</ref>

## Múltiplos usos
As comunidades tradicionais dizem que do babaçu se aproveita praticamente tudo. Das folhas da palmeira pode se fazer armação de coberturas para casas e confecção de artesanatos como cestos, peneiras, esteiras e entre outros. Já o caule (estipe) pode ser usado na marcenaria ou como adubo natural. Faz-se necessário destacar a indiscutível importância sociocultural das espécies em relação aos recursos que cada uma oferece respectivamente. Assim, a possibilidade de desenvolvimento de uma atividade econômica relacionada ao aproveitamento do babaçu, deve ser cuidadosamente refletida e voltada ao benefício de toda a comunidade, mas sobretudo à valorização do trabalho das mulheres que são parte indispensável da mão-de-obra do produto. 